# 애슬레틱 인스티튜트
애슬레틱 인스티튜트(Athlete Institute)는 캐나다 온타리오주 모노에 위치한 실내 경기장이다. NBL 캐나다 오렌지빌 A's의 홈경기장으로 사용되고 있다. 